# Ондљарош
Ондљарош (фр. Andelaroche) насеље је и општина у централној Француској у региону Оверња, у департману Алије која припада префектури Виши.
По подацима из 2011. године у општини је живело 272 становника, а густина насељености је износила 13,41 становника/km². Општина се простире на површини од 20,28 km². Налази се на средњој надморској висини од 428 метара (максималној 534 m, а минималној 338 m).

## Демографија
| 1962. | 1968. | 1975. | 1982. | 1990. | 1999. | 2011. |
| ----- | ----- | ----- | ----- | ----- | ----- | ----- |
| 352   | 371   | 357   | 300   | 288   | 267   | 272   |

График промене броја становника у току последњих година